# Joeri Gavrilov
Joeri Gavrilov (Russisch: Ю́рий Васи́льевич Гаври́лов) (Moskou, 3 mei 1953) is een  voormalig Russisch voetballer en trainer die als speler voornamelijk uitkwam voor de Sovjet-Unie.

## Biografie
Gavrilov begon zijn carrière bij Iskra Moskou en maakte in 1973 de overstap naar Dinamo. Door zware concurrentie kon hij geen basisplaats veroveren in het team en in 1977 ging hij naar Spartak waarmee hij in 1979 de landstitel veroverde. Coach Konstantin Beskov was erg onder de indruk van de capaciteiten van Gavrilov en zei ooit als je niet weet wat te doen met de bal, speel hem dan naar Gavrilov. Hij werd twee keer topschutter van de Sovjet Top Liga. Na 1990 speelde hij enkel nog voor kleinere clubs.
Hij speelde ook 46 wedstrijden voor het nationale elftal en nam deel aan de Olympische Spelen 1980, waar hij de bronzen medaille veroverde, en het WK 1982.
Na zijn spelerscarrière werd hij trainer. Hij heeft ook een eigen voetbalschool in Moskou.
1 Dasajev ·
2 Soelakvelidze ·
3 Tsjivadze  ·
4 Chidijatoellin ·
5 Baltatsja ·
6 Demjanenko ·
7 Sjengelia ·
8 Bezsonov ·
9 Gavrilov ·
10 Hovhannesjan ·
11 Blochin ·
12 Bal ·
13 Daraselia · 
14 Borowski ·
15 Andrejev ·
16 Rodionov ·
17 Boerjak ·
18 Soesloparov ·
19 Jevtoesjenko ·
20 Romantsev ·
21 Viktor Tsjanov ·
22 Vjatsjeslav Tsjanov ·
Coach: Beskov